# خارپشت هندی
جوجه‌تیغی هندی (نام علمی: Paraechinus micropus) نام یک گونه از سرده جوجه‌تیغی‌های بیابانی است. این گونه بومی کشورهای هند و پاکستان است و اغلب در صحراها و ریگزارها یافت می شود و گاهی هم در سایر محیط ها دیده می شود.